# Росцин (Мисліборський повіт)
Росцин (пол. Rościn) — село в Польщі, у гміні Мислібуж Мисліборського повіту Західнопоморського воєводства.
Населення — 334 особи (2011).
У 1975-1998 роках село належало до Гожовського воєводства.

## Демографія
Демографічна структура станом на 31 березня 2011 року:
|          | Загалом | Допрацездатний вік | Працездатний вік | Постпрацездатний вік |
| -------- | ------- | ------------------ | ---------------- | -------------------- |
| Чоловіки | 175     | 33                 | 129              | 13                   |
| Жінки    | 159     | 30                 | 101              | 28                   |
| Разом    | 334     | 63                 | 230              | 41                   |